# Setaleyrodes litseae
Setaleyrodes litseae es un hemíptero de la familia Aleyrodidae, con una subfamilia: Aleyrodinae.
Fue descrita científicamente por primera vez por David & Sundararaj en 1991.